# 三毛兼承
三毛 兼承（みけ かねつぐ、1956年〈昭和31年〉11月4日 - ）は、日本の実業家。株式会社三菱UFJフィナンシャル・グループ取締役執行役会長、一般社団法人不動産証券化協会副会長。東京都出身。学位は経済学士（慶應義塾大学・1979年）、経営学修士（ペンシルベニア大学・1987年）。

## 経歴
慶應義塾幼稚舎、慶應義塾普通部、慶應義塾高等学校を経て、慶應義塾大学経済学部を卒業。
大学卒業後の1979年に三菱銀行（現・三菱UFJ銀行）に入行。国内4拠点、海外2拠点の営業現場を経験した後、総合企画室室長やシステム統合推進部部長を担う。2009年に常務執行役員、2013年に専務執行役員、2016年に代表取締役副頭取に就任。この間、旧東京三菱銀行と旧UFJ銀行のシステム統合やアユタヤ銀行買収後における統合作業を担務する。2017年に三菱UFJフィナンシャル・グループ取締役代表執行役副会長、三菱東京UFJ銀行（現・三菱UFJ銀行）代表取締役頭取に就任。2019年に三菱UFJフィナンシャル・グループ取締役代表執行役社長兼CEOに就任。2020年に取締役代表執行役副会長に就任。2021年に取締役執行役会長に就任。

## 人物
大学では島田晴雄ゼミに在籍していた。

## 履歴

### 学歴・職歴
- 1979年（昭和54年）3月 - 慶應義塾大学経済学部卒業[5]。
- 1979年（昭和54年）4月 - 株式会社三菱銀行（現・株式会社三菱UFJ銀行）入行 大伝馬町支店配属[5]。
- 1987年（昭和62年）5月 - ペンシルベニア大学ウォートン校修了[5]。
- 2000年（平成12年）12月 - 株式会社東京三菱銀行（現・株式会社三菱UFJ銀行）ニューヨーク支店副支店長[5]。
- 2003年（平成15年）5月 - 株式会社東京三菱銀行（現・株式会社三菱UFJ銀行）米州企画室室長[5]。
- 2004年（平成16年）7月 - 株式会社三菱東京フィナンシャル・グループ（現・株式会社三菱UFJフィナンシャル・グループ）経営政策部部付部長[6]。
- 2004年（平成16年）7月 - 株式会社東京三菱銀行（現・株式会社三菱UFJ銀行）総合企画室室長[6]。
- 2005年（平成17年）6月 - 株式会社三菱東京フィナンシャル・グループ（現・株式会社三菱UFJフィナンシャル・グループ）執行役員 経営政策部部付部長[6]。
- 2005年（平成17年）6月 - 株式会社東京三菱銀行（現・株式会社三菱UFJ銀行）執行役員 総合企画室室長[6]。
- 2005年（平成17年）10月 - 株式会社三菱UFJフィナンシャル・グループ執行役員 経営企画部部付部長[6]。
- 2005年（平成17年）11月 - 株式会社東京三菱銀行（現・株式会社三菱UFJ銀行）執行役員 システム統合推進部部長兼総合企画室室長[6]。
- 2006年（平成18年）1月 - 株式会社三菱東京UFJ銀行（現・株式会社三菱UFJ銀行）執行役員 システム統合推進部部長兼企画部部長[6]。
- 2006年（平成18年）2月 - 株式会社三菱東京UFJ銀行（現・株式会社三菱UFJ銀行）執行役員 システム統合推進部部長[6]。
- 2009年（平成21年）3月 - 株式会社三菱UFJフィナンシャル・グループ執行役員 国際企画部部長[6]。
- 2009年（平成21年）3月 - 株式会社三菱東京UFJ銀行（現・株式会社三菱UFJ銀行）執行役員 国際企画部部長[6]。
- 2009年（平成21年）5月 - 株式会社三菱東京UFJ銀行（現・株式会社三菱UFJ銀行）常務執行役員 公共法人部、金融法人部担当[6]。
- 2011年（平成23年）5月 - 株式会社三菱UFJフィナンシャル・グループ常務執行役員 事務・システム企画部担当[6]。
- 2011年（平成23年）5月 - 株式会社三菱東京UFJ銀行（現・株式会社三菱UFJ銀行）常務執行役員 コーポレートサービス長[6]。
- 2011年（平成23年）6月 - 株式会社三菱東京UFJ銀行（現・株式会社三菱UFJ銀行）代表取締役常務 コーポレートサービス長[6]。
- 2011年（平成23年）6月 - 株式会社証券保管振替機構社外取締役[7]。
- 2013年（平成25年）5月 - 株式会社三菱東京UFJ銀行（現・株式会社三菱UFJ銀行）専務執行役員 国際部門副部門長[8]。
- 2014年（平成26年）1月 - 株式会社三菱UFJフィナンシャル・グループ常務執行役員 国際企画部（アユタヤプロジェクト）担当[5]。
- 2014年（平成26年）1月 - アユタヤ銀行副会長[5]。
- 2015年（平成27年）5月 - 株式会社三菱東京UFJ銀行（現・株式会社三菱UFJ銀行）専務執行役員 国際部門副部門長兼米州本部本部長[8]。
- 2015年（平成27年）5月 - MUFGユニオンバンクN.A.出向[8]。
- 2015年（平成27年）10月 - 米州MUFGホールディングス・コーポレーション会長[9]。
- 2015年（平成27年）10月 - MUFGユニオンバンクN.A.会長[9]。
- 2016年（平成28年）5月 - 株式会社三菱UFJフィナンシャル・グループ執行役専務 国際事業本部本部長[10]。
- 2016年（平成28年）5月 - 株式会社三菱東京UFJ銀行（現・株式会社三菱UFJ銀行）副頭取執行役員 業務全般総括兼国際部門部門長（米州本部担当）兼米州本部本部長[8]。
- 2016年（平成28年）6月 - 株式会社三菱東京UFJ銀行（現・株式会社三菱UFJ銀行）代表取締役副頭取 業務全般総括兼国際部門部門長（米州本部担当）兼米州本部本部長[8]。
- 2017年（平成29年）5月 - 株式会社三菱東京UFJ銀行（現・株式会社三菱UFJ銀行）代表取締役副頭取[11]。
- 2017年（平成29年）6月 - 株式会社三菱東京UFJ銀行（現・株式会社三菱UFJ銀行）代表取締役頭取兼CEO[12][13]。
- 2017年（平成29年）6月 - 株式会社三菱UFJフィナンシャル・グループ取締役兼代表執行役副会長[14]。
- 2019年（平成31年）4月 - 株式会社三菱UFJフィナンシャル・グループ取締役兼代表執行役社長兼CEO[15]。
- 2020年（令和2年）4月 - 株式会社三菱UFJフィナンシャル・グループ取締役兼代表執行役副会長[16]。
- 2020年（令和2年）4月 - 一般社団法人全国銀行協会会長[17]。
- 2020年（令和2年）6月 - 一般社団法人金融先物取引業協会会長[18]。
- 2020年（令和2年）6月 - 財務省 関税・外国為替等審議会外国為替等分科会委員[19]。
- 2020年（令和2年）10月 - 環境省 ESG金融ハイレベル・パネル委員（現任）[20]。
- 2021年（令和3年）4月 - 株式会社三菱UFJフィナンシャル・グループ取締役兼執行役会長（現任）[21]。
- 2021年（令和3年）7月 - 銀行政策研究所（英語版）理事（現任）[22]。
- 2023年（令和5年）4月 - 経済同友会副代表幹事（現任）。

## 現職
- 株式会社三菱UFJフィナンシャル・グループ取締役兼執行役会長[23]
- 経済同友会副代表幹事
- 一般社団法人不動産証券化協会副会長[24]
- 公益財団法人三菱財団理事[25]
- 公益財団法人ボーイスカウト日本連盟理事[26]
- 銀行政策研究所（英語版）理事[27]
- 公益財団法人旭硝子財団監事[28]
- 環境省 ESG金融ハイレベル・パネル委員[29]